# Сабіха Гьокчен
Сабіха Гьокчен (22 березня 1913 , Бурса, Хюдавендігар  — 22 березня 2001 , Анкара ) — турецька льотчиця, прийомна дочка Мустафи Кемаля Ататюрка. У 23 роки стала першою в Туреччині пілоткою та першою туркенею — військовою пілоткою — винищувачкою. Одна із восьми прийомних доньок Ататюрка.

## Життєпис

### Ранні роки
Згідно з турецькими джерелами та інтерв'ю самою Сабіхою Гьокчен, вона була дочкою Мустафи Іззет Бея та Хайрійе Ханим, які були етнічними боснійцями. Журналіст Грант Дінк написав статтю «Таємниця Сабіха-Хатун», в якій колишня мешканка Газіантепа, Ріпсіме Себілджян, стверджувала, що була родичкою Гьокчен, маючи на увазі її вірменський родовід. Офіційні турецькі джерела й інша прийомна дочка Ататюрка, Улько Адатепе (загинула в автокатастрофі 1 серпня 2012 року), оскаржили цю версію.

### Кар'єра і знайомство з Ататюрком

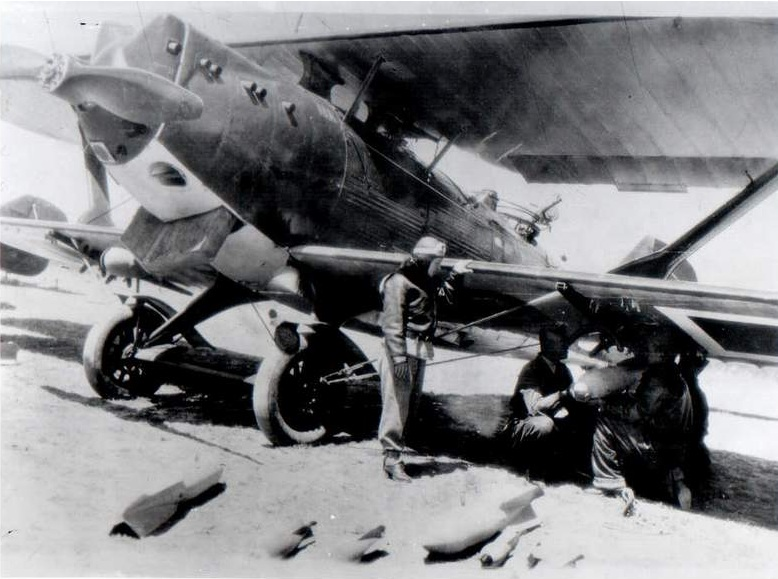
Зі своїм екіпажем

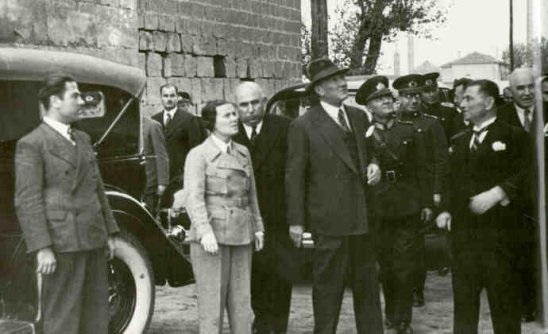
З Ататюрком

Під час відвідування Ататюрком Бурси в 1925 році Сабісі було 12 років. Ознайомившись з її життєписом і дізнавшись про її бідне та важке життя, Ататюрк вирішив удочерити її, при цьому попросивши дозволу у її брата, оскільки Сабісі належало переїхати до палацу президента в Анкарі, де вона буде жити з іншими дочками Ататюрка — Зехрою, Афет і Рукією. Дівчинка закінчила початкову школу в Анкарі та Ускюдарський коледж для дівчаток (тур. Üsküdar Kız Lisesi) у стамбульському районі Бешикташ.
Після введення закону про прізвища, 19 грудня 1934 року народження, Ататюрк дав їй прізвище Гьокчен (тур. Gök — небо). Однак в той час Сабіха не мала нічого спільного з небом і літаками.
Ататюрк часто приділяв увагу авіації, також стежив за фондом турецької Аеронавігаційної Асоціації. Сабіха була разом з Ататюрком на церемонії відкриття льотної школи Türkkuşu («Турецькі пташки») 5 травня 1935 року, частиною якої було авіашоу планерів і парашутистів, запрошених із зарубіжних країн. Пізніше Ататюрк запитав Сабіху, чи хоче вона стати льотчиком, вона кивнула, сказавши: «Так, дійсно, я готова прямо зараз». Ататюрк доручив директору льотної школи Фуаду Булдже зареєструвати Гекчен як першу жінку-стажиста, незабаром вона отримала ліцензію пілота. Разом з сімома іншими студентами Гекчен послали в СРСР для курсу макетування літака нерухомого крила. Коли Сабіха була в Москві, вона дізналася, що Зехра померла, і негайно повернулася назад в Туреччину, залишивши навчання на деякий час.
На початку 1936 року Ататюрк переконав її вступити до Академії Повітряних сил для того, щоб вона стала першою жінкою — військовим пілотом в Туреччині. Вона поліпшила свої навички й добре управляла бомбардувальниками й винищувачами на авіабазі в Ескішехір, набула льотний досвід в навчаннях, що проводилися в Егейському та фракійському регіонах Туреччини в 1937 році. У тому ж році вона взяла участь у військовій операції проти повстання дерсімських курдів. Іноді стверджується, що вона стала першою у світі жінкою — військовим пілотом, але це не правда, оскільки значне число жінок стали військовими пілотами на десятиліття раніше Гекчен, наприклад Євгенія Шаховська або Марі Марвінг.
В 1938 році виконала п'ятиденний політ навколо балканських країн. Пізніше вона була призначена головним тренером льотної школи Türkkuşu при Аеронавігаційній асоціації Туреччини, де служила до 1955 року і стала членом виконавчого органу Асоціації. Облетіла весь світ за 28 років до 1964 року. Вона написала книгу «Життя по шляху Ататюрка», яка була видана в 1981 році турецькою Аеронавігаційною асоціацією, до сторіччя з дня народження Ататюрка.
Протягом своєї кар'єри в турецьких Повітряних силах Гекчен пілотувала 22 різних типи літаків протягом більш ніж 8 000 годин, з них 32 години були бойовими вильотами.

### Операція «Дерсу»
У 1937 році в Тунджелі проходить операція «Дерсу» для придушення повстань проти влади, багато людей були вбиті. Що стосується інциденту, то в інтерв'ю Сабіха Гекчен в 1956 році заявила: «Стріляйте у все живе! Ми отримали наказ. Ми тримаємо козу на вогні, навіть їжу повстанців».

### Балканський тур
Балканський тур (1938) тривав у повітрі 5 днів. Ідея повітряного туру виникла на пропозицію Сабіхи Гекчен, балканські члени делегації в Анкарі прийняли цю пропозицію. Маршрут проходив через Стамбул, Афіни, Софію і Белград. Після виконання показового польоту з Бухареста в Стамбул 22 червня, учасники екіпажу були нагородженні медалями «Білі Орли». Цей балканський тур викликав велику увагу преси до себе, а особливо тим, що льотчиком була жінка.

## Пам'ять
- Другий міжнародний аеропорт Стамбулу, на азійській стороні, названий на її честь — Стамбул-Сабіха Гьокчен
- Обрана як єдина жінка-пілот для плаката «20 найвідоміших льотчиків в історії», виданого повітряними силами США в 1996 році.